# Tiger House
Tiger House is een Brits-Zuid-Afrikaanse thriller film uit 2015 geregisseerd door Thomas Daley. De film ging op 24 augustus 2015 in première.

## Verhaal
De film volgt de tiener Kelly die logeert bij haar vriendje Mark als er opeens een groep gewapende overvallers het huis binnen komen. Kelly weet zich op advies van Mark te verstoppen, terwijl Mark en zijn ouders als gijzelaars gevangen worden gehouden. Hierdoor ziet Kelly geen andere keuze dan terug te vechten.

## Rolverdeling
| acteur              | personage  |
| ------------------- | ---------- |
| Kaya Scodelario     | Kelly      |
| Dougray Scott       | Shane      |
| Ed Skrein           | Callum     |
| Langley Kirkwood    | Sveta      |
| Brandon Auret       | Reg        |
| Daniel Boyd         | Mark       |
| Julie Summers       | Lynn       |
| Andrew Brent        | Doug       |
| Nicholas Dallas     | Ferdinand  |
| Luc Ramsden         | overvaller |
| Nicholas Fortuin    | overvaller |
| Manoli Kalligiannis | overvaller |

## Achtergrond
De film werd geregisseerd door Thomas Daley en geproduceerd door Richard Mansell, Tarquin Glass en Ronnie Apteker. Het scenario van de film werd geschreven door Simon Lewis. De opnames van de film gingen in februari 2014 van start in Kaapstad, Zuid-Afrika. Ondanks dat de film zich afspeelt in het Verenigd Koninkrijk werd er door financiële redenen gekozen om te filmen in Zuid-Afrika. Hoofdrollen in de film waren weggelegd voor onder anderen Kaya Scodelario, Dougray Scott en Ed Skrein.

## Release
In mei 2015 werd de eerste trailer van de film uitgebracht. Tiger House ging vervolgens op 24 augustus 2015 in première als digitale download op diverse video on demand platformen. Een week later, op 1 september 2015, was de film al verkrijgbaar op dvd.